# Sous les yeux de l'Occident
Pour les articles homonymes, voir Sous les yeux de l'Occident (homonymie).
Sous les yeux de l'Occident (Under Western Eyes) est un roman de Joseph Conrad, paru en 1911.

## Historique
Sous les yeux de l'Occident paraît en feuilleton entre décembre 1910 et octobre 1911 dans le périodique anglais English Review, aux États-Unis dans la North American Review et publié en volume à Londres chez Methuen, à New York chez Harper and Brothers début octobre 1911.

## Résumé
À Genève, un Anglais, professeur de langues, traduit un document relatant les aventures d'un étudiant russe, Razoumov, en contact, malgré lui, avec Haldin, l'assassin d'un éminent homme d'État. Sous les yeux des Occidentaux qui peinent à comprendre l'âme slave se déroule la tragédie du peuple russe broyé par l'autocratie et l'anarchisme.

## Éditions en anglais
- Joseph Conrad, Under Western Eyes, Londres : Methuen
- Joseph Conrad, Under Western Eyes, New York : Harper and Brothers

## Traductions en français
- Sous les yeux d'Occident (trad. Philippe Neel), Gallimard, coll. « Blanche », 1919.
- Sous les yeux de l'Occident (trad. Jean Deurbergue), dans Conrad (dir. Sylvère Monod), Œuvres, t. III, Paris : Gallimard, coll. « Bibliothèque de la Pléiade », 1987.

## Adaptation
- 1936 - Razumov Film français de Marc Allégret

http://www.cinema-francais.fr/les_films/films_a/films_allegret_marc/sous_les_yeux_d.htm